# أليكس فيني
أليكس فيني (بالإنجليزية: Alex Finney)‏ (13 مارس 1902 في المملكة المتحدة - 1982) هو لاعب كرة قدم بريطاني (وحمل سابقاً جنسية المملكة المتحدة لبريطانيا العظمى وأيرلندا) في مركز الظهير. لعب مع بولتون واندررز وDarwen F.C. (1870) ‏ وNew Brighton A.F.C. ‏ وSouth Liverpool F.C. ‏.